# Almonacid de la Sierra
Almonacid de la Sierra (Almonezir de la Sierra em aragonês) é um município da Espanha na província de Saragoça, comunidade autónoma de Aragão. Tem 54,1 km² de área e em 2021 tinha 771 habitantes (densidade: 14,3 hab./km²).

## Demografia
| Variação demográfica do município entre 1991 e 2004 | Variação demográfica do município entre 1991 e 2004 | Variação demográfica do município entre 1991 e 2004 | Variação demográfica do município entre 1991 e 2004 |
| --------------------------------------------------- | --------------------------------------------------- | --------------------------------------------------- | --------------------------------------------------- |
| 1991                                                | 1996                                                | 2001                                                | 2004                                                |
| 839                                                 | 864                                                 | 881                                                 | 894                                                 |